# 魔诫坟场
魔诫坟场（英文标题Cemetery Man，意大利标题Dellamorte Dellamore）是一部1994年的意大利恐怖片，由意大利导演米盖勒·索阿维执导。影片讲述的是一位意大利的守墓人在与喪尸战斗的时候搜寻真爱。

## 劇情大綱
迪拉莫提是義大利的一個墓園管理員，他喜歡離群索居，專心一致的管理墓園，他唯一的朋友是他智能不足的大個子助手，納吉。不知道是什麼原因，葬在墓園裡的屍體大概在七日之後會復活，而迪拉莫提則如例行公事般的在殺掉這些"還魂屍"。另一方面，迪拉莫提的夢想中的愛情也似乎準備降臨在他身上，但世事難料，命運總是捉弄人 ... 總是殺不完的還魂屍該怎麼處理？是逃避，還是...

## 外部連結
- 互联网电影数据库（IMDb）上《魔誡墳場》的资料（英文）